# Axel Meyer
Axel Julius Octav Meyer,  född 22 november 1846 i Köpenhamn, död där 17 september 1914, var en dansk fabrikör. 
Efter sin konfirmation utbildades Meyer till målare och lackerare och då hans far avled 1873 övergick ledningen för dennes vaxduksfabrik till honom. Han är dock mest känd för sitt deltagande i det offentliga livet. Han invaldes i Industriforeningens representantskap och deltog därigenom i anordnandet av den nordiska industriutställningen i Köpenhamn 1888. Han deltog i stiftandet av Rejsestipendieforeningen 1882 och var ordförande för denna 1885–1894. Han blev delegerad i gemensamma representationen för dansk industri och hantverk 1885 och valdes 1889 till dess ordförande. På denna post lyckades han med stor energi att samla de flesta av Danmarks hantverkarföreningar och fackliga föreningar under den gemensamma representationen, som därigenom fick ett stort inflytande i danskt samhällsliv och särskilt ha stor politisk betydelse, främst fram till 1901 års "systemskifte". Meyer var mer eller mindre medvetet inriktad på att främja hantverkarnas och småföretagens intresse mot næringslovens frinäringstendenser och därigenom uppstod ofta en viss friktion mot storindustrin. Åren 1889–1897 var han medlem av Köpenhamns borgarrepresentation.

## Utmärkelser
- Riddare av Dannebrogorden,  1887[4]
- Dannebrogsmännens hederstecken,  1894[4]
- Kommendör av Dannebrogorden,  1904[4]

[Redigera Wikidata]